# گری نلسون
گری نلسون (انگلیسی: Gary Nelson؛ ‏ ۶ اکتبر ۱۹۳۴ – ۲۵ مهٔ ۲۰۲۲) کارگردان فیلم، و کارگردان تلویزیونی اهل ایالات متحده آمریکا بود.
از فیلم‌ها یا برنامه‌های تلویزیونی که وی در آن نقش داشته‌است می‌توان به دیگر وقتش رسیده‌است، جزیره گیلیگن، دود اسلحه، دارای اسلحه - آماده سفر، روزهای خوش، جمعه عجیب، تیرانداز، آلن کواترمین و شهر گمشده طلا، قتل در سه پرده، سیاه‌چاله اشاره کرد.